# Vlag van het Palmyra-atol

Vlag van de Verenigde Staten en de officiële vlag van de Palmyra-atol

Niet-officiële vlag van het Palmyra-atol

De functie van vlag van het Palmyra-atol wordt uitgevoerd door de vlag van de Verenigde Staten, aangezien het Palmyra-atol een Amerikaans territorium is en geen eigen officiële vlag heeft.
Er is wel een niet-officiële vlag in gebruik. Deze toont een gestileerde weergave van een gele zon en een rode hemel boven een blauwe oceaan en het gele strand van het atol. Voorafgaand en in de Tweede Wereldoorlog werd deze vlag weleens gebruikt op het eiland en zou door sommigen gezien worden als het symbool van de Amerikaanse militairen in de Pacifische Oorlog. Ter herinnering aan deze militairen wordt de vlag sinds 2001 weer gebruikt als symbool van het Palmyra-atol, maar heeft geen enkele officiële status.